# Paramignya beddomei
Paramignya beddomei är en vinruteväxtart som beskrevs av Tyôzaburô Tanaka. Paramignya beddomei ingår i släktet Paramignya och familjen vinruteväxter. Inga underarter finns listade i Catalogue of Life.